# Willemia scandinavica
Willemia scandinavica är en urinsektsart som beskrevs av Stach 1949. Willemia scandinavica ingår i släktet Willemia och familjen Hypogastruridae. Arten är reproducerande i Sverige. Inga underarter finns listade i Catalogue of Life.